# Reduktionsmittel
Ein Reduktionsmittel (auch als Reduktans oder Reduktor bezeichnet) ist ein Stoff, der formal Elektronen abgibt, somit andere Stoffe reduzieren kann und dabei selbst oxidiert wird. Ein Reduktionsmittel fungiert daher als Elektronendonator.
Im Zusammenhang mit Sauerstoff bezeichnet man denjenigen an einer chemischen Reaktion teilnehmenden Stoff als Reduktionsmittel, der einem anderen an der Reaktion beteiligten Stoff, beispielsweise einem Oxid, den Sauerstoff entzieht und selbst oxidiert wird. Zum Beispiel reduziert Koks im Hochofen Eisenerz und wird selbst zu Kohlendioxid oxidiert. Im Zusammenhang mit Wasserstoff wird der wasserstoffzuführende Reaktionspartner als Reduktionsmittel bezeichnet.
Reduktionsmittel können anhand ihres Elektrodenpotentials ermittelt werden. Das Reduktionsmittel einer Redoxreaktion verfügt über ein geringeres Elektrodenpotential als das Oxidationsmittel. Ein Reduktionsmittel wirkt umso stärker reduzierend, je negativer das zugehörige Elektrodenpotential ist.
Das Gegenteil von einem Reduktionsmittel ist ein Oxidationsmittel (auch als Oxidans oder Oxidator bezeichnet), welches als Elektronenakzeptor fungiert.

## Beispiele
- Nichtmetalle wie Wasserstoff, elementarer Kohlenstoff, aber auch alle kohlenstoffhaltigen, organischen Verbindungen
- Metalle wie die Alkalimetalle (Lithium, Natrium, Kalium), Magnesium, Aluminium, Zink
- Hydride, beispielsweise Lithiumaluminiumhydrid, Natriumborhydrid, Natriumhydrid
- Salze und molekulare Verbindungen z. B. Natriumsulfit, Natriumdithionit, Natriumthiosulfat, Hydrazin
- die Stoffgruppe der Aldehyde
- in der Biochemie die reduzierten Formen bestimmter Coenzyme wie NADH + H+, NADPH + H+ oder FADH2